# Anarchie anglaise
Pour les articles homonymes, voir Guerre civile anglaise et Anarchie (homonymie).
Batailles
À la mort du roi Henri Ier Beauclerc, en 1135, son neveu Étienne de Blois s'empare du trône aux dépens de l'héritière légitime et désignée Mathilde l'Emperesse, la fille du défunt roi. En 1138, les partisans de l'Emperesse se déclarent, et un conflit ouvert éclate en Normandie, puis après le débarquement de celle-ci en Angleterre en 1139, sur le sol anglais. La guerre civile anglaise, aussi appelée Anarchie ou Naufrage (d'après le naufrage de la Blanche-Nef au cours duquel Henri Ier perd son seul fils légitime), dure de 1138 à 1153. Elle ne cesse qu'après la signature du traité de Wallingford en 1153 par lequel Henri II, duc de Normandie et fils de l'Emperesse, est désigné héritier et successeur par Étienne de Blois, qui meurt en 1154.

## Prémices du conflit
Lors du naufrage de la Blanche-Nef le 25 novembre 1120, le roi Henri Ier perd son seul fils légitime, Guillaume dit Adelin. Son second mariage ne lui donne aucune descendance. 
Il fait alors reconnaître sa fille Mathilde, veuve de l'empereur de Germanie Henri V, comme son héritière par tous les barons d'Angleterre le 1er janvier 1127. En 1128, il la remarie avec Geoffroy V d'Anjou, dit Plantagenêt, fils du comte d'Anjou et du Maine Foulque V. Le roi fait renouveler le serment des barons le 8 septembre 1131 et à nouveau, le 2 août 1133. À cette date, Mathilde a eu, quelques mois auparavant, un fils, possible héritier, le futur Henri II d'Angleterre, également cité dans le serment. 
Les mois suivants, Geoffroy V d'Anjou essaie d'obtenir plusieurs châteaux dans le sud de la Normandie, d'abord en les réclamant, puis par la force, créant de l'animosité à son encontre.

## L'usurpation

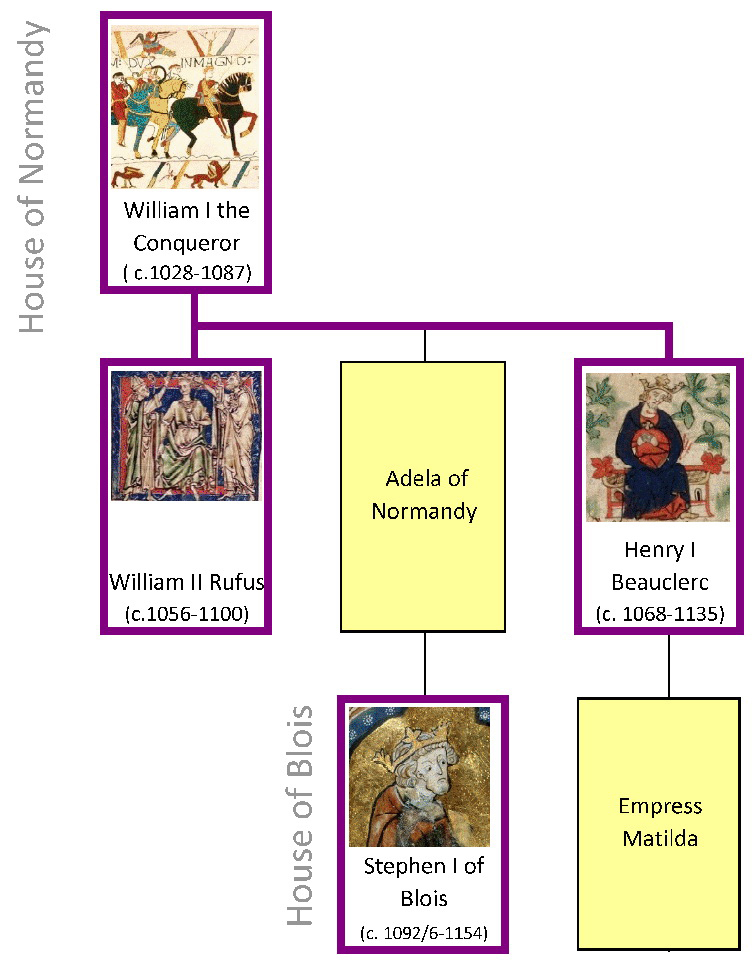
Arbre généalogique reliant Mathilde (Matilda) et Étienne (Stephen) de Blois.

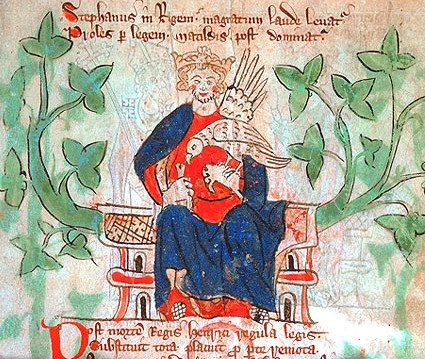
Étienne de Blois s'empare du trône d'Angleterre aux dépens de sa cousine Mathilde l'Emperesse.

À la mort du roi Henri Ier d'Angleterre, le 1er décembre 1135, le trône doit donc passer à sa fille Mathilde. Comme tous les nobles, Étienne de Blois a par deux fois fait le serment de la reconnaître pour reine. Mais Henri Ier n'a jamais convaincu ses barons que Mathilde pourrait gouverner par elle-même. Il a aussi refusé leur suggestion qu'elle pourrait gouverner comme régente pour son fils Henri. Au moment de sa mort, il n'y a donc pas de consensus ferme parmi le baronnage anglo-normand pour accepter Mathilde.
Prévenu de la mort du roi, Étienne de Blois, comte de Mortain et de Boulogne, lord d'Eye, en profite. Il traverse la Manche à partir de Wissant et rejoint au plus vite Londres. Là, les citoyens le reconnaissent pour roi. Il se rend ensuite à Winchester, où il reçoit le soutien de l'évêque Roger de Salisbury, le chef de l'administration, et de Guillaume de Pont-de-l'Arche, le gardien du trésor royal[Information douteuse]. Le 22 décembre 1135, il est couronné par Guillaume, l'archevêque de Cantorbéry. Apprenant ceci, les barons du duché de Normandie le désignent pour être leur duc. 
Le 22 mars 1136, les grands du royaume rendent hommage à Étienne à l'abbaye de Westminster. Seul le baron Baudouin de Reviers refuse de le reconnaître pour roi, probablement parce qu'il n'a pas obtenu un office réclamé . Le baron s'empare du château royal d'Exeter et le fortifie. Étienne conduit lui-même le siège d'Exeter pendant les trois mois qu'il dure, et reçoit la soumission de la garnison à l'été. Il ne punit pas les rebelles, et ses barons sont étonnés de son indulgence. Plus tard, Baudouin de Reviers est forcé à l'exil, et s'en va à la cour du comte angevin.
Étienne et Mathilde avaient chacun fait appel au pape Innocent II, mais ce dernier était occupé par son conflit avec l'antipape Anaclet II. Ce n'est que le 11 décembre 1136 que parvient sa réponse adressée à « Étienne, roi d'Angleterre ». Entre-temps, en avril 1136 a lieu un concile à Oxford, au cours duquel le roi Étienne fait d'importantes concessions au clergé, mais y obtient l'allégeance du comte Robert de Gloucester, demi-frère illégitime de l'Emperesse.

## La guerre en Normandie

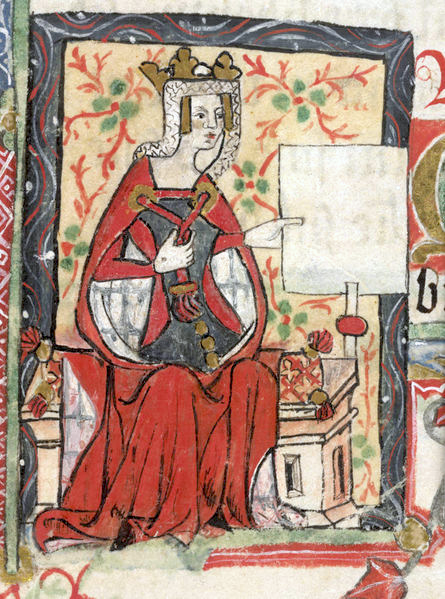
Portrait de Mathilde l'Emperesse dans un ouvrage du XVe siècle.

Mathilde et Geoffroy se donnent pour priorité de reprendre le duché de Normandie, voisin de la principauté de l'Angevin. Ils font reconnaître leur souveraineté sur Argentan, Exmes et Domfront et ravagent les biens normands de leur adversaire, à commencer par le comté de Mortain.
Mais s'ils tiennent Sées et Domfront, les Angevins ont du mal à obtenir le soutien des seigneurs du Cotentin et en Haute-Normandie où Galéran IV de Meulan, le comte de Meulan, gendre d'Étienne, mène la résistance.
Parmi les partisans de Mathilde, Baudouin de Reviers, banni d'Angleterre, contrôle la région de Bricquebec depuis son château de Néhou. Mathilde obtient aussi le ralliement de Réginald de Dunstanville son demi-frère – et demi-frère de Robert de Gloucester. 
Le 25 février 1137, le roi Étienne débarque en France pour rendre hommage au roi Louis VI pour le duché de Normandie. Il s'assure au passage du dévouement de ses partisans. En juillet, une trêve de deux ans est signée avec les Angevins. 
Cependant les partisans de l'Emperesse, dont Baudouin de Reviers, Réginald de Dunstanville et  Onfroy (II) de Bohun, mènent des opérations militaires dans le Cotentin qui est défendu par le vicomte Roger de Saint-Sauveur, partisan d'Étienne. Sa mort permet aux partisans de Mathilde d'occuper une grande partie du Cotentin.
En 1138, Robert de Gloucester prend le parti de sa demi-sœur. Il contrôle alors les châteaux de Caen et Bayeux, ainsi que l'évêché de Bayeux. Il lui apporte le Bessin. En réaction Galéran IV de Meulan et Guillaume d'Ypres, chef de mercenaires, assistés d'un renfort de 1 000 hommes appartenant à Raoul de Péronne, entrent en campagne. Les Angevins se retirent en Anjou. Les partisans d'Étienne se portent alors sur Caen, mais ne pouvant prendre la ville, ravagent la région.
Enfin, en 1141, les Angevins lancent une vaste offensive sur le duché de Normandie, prenant les châteaux du Teilleul et de Saint-Hilaire-du-Harcouët dans le comté de Mortain, Falaise, Lisieux, envahissant le Perche et pénétrant dans le Vexin. En même temps, l'évêque de Coutances, Algare, voit ses places de Coutances et de Saint-Lô assiégées. 
Après la capture d'Étienne à la bataille de Lincoln, le 8 avril 1141 Mathilde est reconnue Dame des Anglais et des Normands. Elle s'attache les partisans d'Étienne tels que Geoffrey de Mandeville, dont elle reconnaît les titres et accroît les possessions.
En 1142, l'évêque pro-angevin de Bayeux, Richard III de Kent meurt, et son diocèse est donné à Philippe d'Harcourt, partisan d'Étienne. Les Angevins lui interdisent l'accès à son siège. Avec l'archevêque de Rouen, il excommunie ses adversaires et en appelle au pape.
À son tour Ranulf de Gernon ne tarde pas à trahir les Angevins. Ces derniers connaissent cependant quelques succès, en prenant Carentan ou Cherbourg.
Le 19 janvier 1144, Geoffroy Plantagenêt prend Rouen, et le lendemain est intronisé duc de Normandie dans la cathédrale. La garnison du château ne se rend que trois mois plus tard. Il rend hommage au roi Louis VII de France et lui cède même le château de Gisors.
Geoffroy pacifie la Normandie, accepte de laisser Philippe d'Harcourt prendre possession de son évêché. En 1147-1148, le conflit se rallume un temps dans l'évêché de Bayeux, mais le Plantagenêt rend justice à l'évêque contre ses propres partisans. 
Geoffroy meurt peu de temps après en 1151, et son fils Henri déjà duc de Normandie, devient comte d'Anjou et du Maine. Les partisans tentent d'en profiter pour soulever le comté de Mortain, occupant un temps la forteresse du Teilleul qui leur est reprise.

## La guerre en Angleterre

### Le début de la guerre civile (1138-1140)

Carte de l'Angleterre indiquant les villes principales du XIIe siècle.

À Pâques 1138, Robert de Gloucester est passé au parti de sa demi-sœur. Étienne prend d'abord la ville d'Hereford, puis vient assiéger son importante forteresse de Bristol, mais il abandonne rapidement, préférant des cibles plus faciles. En août (du 22 au 27), Étienne assiège Shrewsbury défendue par un parent de Robert de Gloucester, Guillaume FitzAlain. La place tient une semaine, le commandant parvient à prendre la fuite, Étienne, à qui ses partisans reprochent son manque de fermeté, décide de faire un exemple. Il fait pendre cinq des hommes de Guillaume FitzAlain.
De son côté, le roi d'Écosse, David Ier, oncle de Mathilde, tente une nouvelle fois d'envahir le nord du royaume, mais est balayé à la bataille de l'Étendard le 22 août 1138.
Des troubles éclatent dans différents comtés, notamment dans le Kent. Mathilde de Boulogne, épouse d'Étienne, dirige le siège du château de Douvres qui est tenu par des rebelles, menés par Vauquelin Maminot. Avec l'aide de ses vassaux boulonnais, elle fait bloquer le port et force la garnison à se rendre.
Roger de Salisbury et ses neveux sont arrêtés pour avoir brisé la paix, le 24 juin 1139. Seul Néel d'Ely parvient à s'échapper et se réfugie dans la forteresse de Devizes. Il finit par se rendre et les trois évêques cèdent leurs forteresses au roi. Ce faisant, Étienne s'est aliéné le haut clergé. Son frère Henri de Blois, évêque de Winchester, légat du pape, le convoque au concile de Winchester, le 22 août 1139, pour y répondre de cette action. Aubrey (II) de Vere, lui servant d'avocat, argumente que Roger de Salisbury a été arrêté en tant que baron déloyal et non en tant qu'évêque. Le clergé ne peut rien contre le roi, ce qui ne calme pas son ressentiment.

La situation en Angleterre vers 1140, avec les zones contrôlées par Mathilde en bleu et celles contrôlées par Étienne en rouge.

Le 30 août, Mathilde débarque en Angleterre pour exploiter le mécontentement ambiant, et trouve refuge au château d'Arundel le 30 septembre. Étienne accepte de lui donner un sauf-conduit pour qu'elle rejoigne Bristol, espérant par ce geste contenir ses adversaires à une seule région. Avec la venue de sa concurrente sur ses terres, il a clairement perdu l'initiative politique dans ce conflit.

### La bataille de Lincoln (1141)
À la fin de l'année, Ranulf de Gernon, comte de Chester, gendre du comte de Gloucester, l'un des plus grands seigneurs encore restés neutres, passe au parti de Mathilde. Avec son demi-frère Guillaume de Roumare, comte de Lincoln, beau-frère de Baudouin de Reviers, il s'empare au début de 1141 du château de Lincoln. Après avoir fait la paix avec ces deux hommes, Étienne, alerté par les habitants de Lincoln d'une ouverture, entre dans la ville avec l'aide des habitants et assiège le château. Ranulf parvient à s'enfuir pour rassembler des renforts. Il rejoint alors le parti de l'Emperesse, et obtient l'aide de son beau-père Robert de Gloucester. Le 2 février 1141, la bataille de Lincoln débute. Durant la bataille, Étienne refuse de fuir alors que ses adversaires ont pris le dessus, et que la plupart de ses soutiens ont fui. Il est finalement capturé.
Il est fait prisonnier à Bristol. Le 3 mars 1141, Mathilde se proclame Domina Anglorum, « Dame des Anglais ». Le 8 avril, Étienne est déposé au concile de Winchester par son frère, Henri de Blois, évêque de Winchester et légat du pape. Le même jour, Mathilde l'Emperesse est proclamée Angliae Normanniaeque domina, « Dame des Anglais et des Normands ». 
En juin, elle part à Londres se faire sacrer reine. Entrée dans la ville le 24 juin, son séjour y est court et houleux. Elle perd rapidement l'avantage que sa victoire à Lincoln lui avait donné, par son attitude particulièrement arrogante. En effet, dès son arrivée dans la ville, elle demande immédiatement la levée de lourds impôts. La cité qui a subi de nombreux désordres depuis le début de la guerre de succession, s'est organisée en une forme de commune pour se défendre dans le chaos de l'époque. Les Londoniens voient donc très mal l'arrivée d'une femme despotique exigeant leur allégeance.
Mathilde est obligée de quitter la ville en catastrophe et de se replier sur Oxford, devant le soulèvement de la population. Les Londoniens ne tardent pas à accueillir l'autre Mathilde, de Boulogne, qui a pris la tête du parti d'Étienne, son mari.
L'évêque de Winchester, Henri de Blois, décide une nouvelle fois de changer de camp et rejoint le parti de son frère, Étienne. Mathilde décide de se rendre à Winchester pour le forcer à lui faire allégeance à nouveau. Mathilde de Boulogne et Guillaume d'Ypres, capitaine de son armée y voient une occasion de reprendre l'avantage. Une bataille d'ampleur s'ensuit qui est aujourd'hui connue sous le nom de déroute de Winchester.
Le 14 septembre, Mathilde réussit à s'enfuir de Winchester alors que son armée y est assiégée. Ses troupes sont mises en déroute, et Robert de Gloucester, qui couvre sa fuite, est capturé à Stockbridge.
Il est relâché le 1er novembre, en contrepartie de la libération d'Étienne. Ce dernier est déclaré à nouveau souverain d'Angleterre par un concile sous direction d'Henri de Blois, légat du pape, le 7 décembre 1141. Une cérémonie de couronnement a lieu le 25 décembre à la cathédrale de Cantorbéry pour marquer la restauration d'Étienne sur le trône d'Angleterre.

### Le statu quo (1142-1146)
À l'hiver 1142, Mathilde l'Emperesse se trouve assiégée dans le château d'Oxford. Elle ne doit son salut qu'à une fuite ingénieuse et dangereuse. Ses quatre compagnons et elle s'enroulent dans des draps blancs, pour ne pas être repérés, et se font descendre le long du mur du château en pleine nuit, alors qu'une tempête de neige sévit. Ils s'enfuient d'abord à pied dans la neige vers Abingdon, traversant la Tamise gelée, puis à cheval jusqu'à Wallingford. La place se rend le 20 décembre. 
Le roi compte alors s'emparer de la place de Wilton sur la ligne de communication des Angevins. Prévenu, Gloucester y dispose ses forces en mars 1143. Le roi se présente devant la ville le 1er juillet et manque de peu d'être capturé à la bataille de Wilton.
Par la suite, l'Emperesse établit son quartier général à Devizes (Wiltshire). Elle profite des erreurs politiques d'Étienne en accueillant dans son camp Ranulf, comte de Chester en 1146, mais elle est incapable de contrer le contrôle royaliste au nord et à l'est. Ses demandes d'assistance à son mari, qui a pourtant achevé sa conquête de la Normandie en 1144, sont ignorées.
À la fin de 1147, son demi-frère Robert, son plus ardent partisan, décède d'une fièvre à Bristol. Quelques mois plus tard, l'Emperesse se retire en Normandie, laissant à son fils Henri Plantagenêt la revendication du trône pour lui-même.

### La montée en puissance d'Henri Plantagenêt (1147-1153)
Après la mort de son capitaine Robert de Gloucester, c'est Roger FitzMiles, 2e comte d'Hereford, qui prend la tête du parti angevin en Angleterre. Fin 1148, début 1149, il accueille Henri Plantagenêt en Angleterre, et l'escorte dans le nord de l'Angleterre pour qu'il y rencontre son oncle, le roi David Ier d'Écosse. Tous trois mènent ensuite une campagne contre les partisans d'Étienne dans le nord, mais c'est un échec. Roger et Henri doivent se réfugier à Hereford. 
Vers la fin de l'année 1149, c'est dans le Devon qu'ils s'attaquent au parti d'Étienne. Ils doivent ensuite défendre Devizes, le centre de commandement angevin, contre une attaque du fils d'Étienne, Eustache IV de Boulogne. Après le départ d'Angleterre d'Henri Plantagenêt, le conflit s'éteint. En 1153, Roger FitzMiles presse Henri Plantagenêt, maintenant duc de Normandie, de revenir en Angleterre.

### Le traité de Wallingford et la fin du règne d'Étienne (1153-1154)
En 1153, une bataille rangée est attendue entre les deux camps près de Wallingford. Mais certains nobles, lassés de cette guerre civile interminable, convainquent le roi de négocier. Le roi et Henri Plantagenêt, comte d'Anjou et du Maine, duc de Normandie discutent, chacun d'un côté de la Tamise, et s'accordent sur un cessez-le-feu.
Après le décès d'Eustache IV de Boulogne, fils du roi, fervent opposant à toute entente, un accord plus profond entre les deux parties est trouvé : le traité de Wallingford. Le roi y a d'autant plus intérêt, que chaque jour passant son pouvoir devient de plus en plus faible alors que celui d'Henri se renforce. Aussi appelé traité de Winchester, celui-ci est concrétisé lors d'une assemblée publique fin novembre 1153, en présence des deux adversaires. Le principal point d'accord est le suivant : le roi reconnaît le duc pour fils, et le duc reconnaît le roi pour père. En d'autres termes, qu'Étienne restera sur le trône jusqu'à sa mort, et qu'il reconnait Henri comme son héritier et successeur légal au trône.
Ce traité met fin à dix-sept ans de guerre. Le roi emmène le duc à Londres. La nouvelle s'étant propagée, la population les acclame. Le roi Étienne et son nouveau fils adoptif se séparent, prenant rendez-vous pour parfaire chaque article de leur accord, ce qui est fait juste avant Noël. L'accord final est signé à l'abbaye de Westminster, le 25 décembre 1153.
Le roi promulgue une charte royale au début de l'année 1154. Immédiatement après, le roi et le duc se rencontrent de nouveau à Oxford où les comtes et barons du royaume sont réunis en assemblée. Ils jurent fidélité au duc Henri et le reconnaissent comme successeur.
Étienne ne survit que dix mois à ce traité, décédant le 25 octobre 1154. Henri II est couronné roi d'Angleterre sans opposition.

## Implications

### Impact politique
La guerre civile a un fort impact sur le pouvoir royal. Cela est dû uniquement à la faiblesse du gouvernement d'Étienne d'Angleterre qui est un piètre roi. Comme il était incapable de s'occuper des désordres dans son royaume, il délègue à ses soutiens de grandes parts de son autorité, et crée ainsi de nombreux titres de comtes. Son incapacité à maîtriser tous les aspects de sa position conduit à une désintégration de l'ordre établi, et à de nombreux désordres locaux.
Étienne montre aussi à plusieurs reprises qu'il est difficile de lui faire confiance. Il montre que sa parole ne l'engage pas, et qu'il fait fi des conventions féodales. Sur le plan politique, il se montre inepte, notamment en arrêtant Roger de Salisbury et ses neveux, et en ne respectant pas sa promesse de liberté de l'Église. Il s'attire ainsi l'hostilité du clergé, et finalement est incapable d'assurer sa succession.
Son incapacité à tuer dans l'œuf toute contestation ouvre la porte au parti angevin pour lui contester le pouvoir, et les barons en profitent pour extorquer toujours plus d'autonomie et de pouvoir aux deux prétendants. Ainsi, ils construisent des châteaux sans autorisation et battent même monnaie. En conséquence, l'administration centrale royale ne fonctionne qu'au ralenti et son échiquier est au point mort. L'argent rentre mal dans les caisses d'Étienne, ce qui limite encore plus son champ d'action. 
Devant la faiblesse de l'autorité royale, les grands barons du royaume, soutenant des camps différents, en sont réduits à conclure des traités privés afin de limiter l'impact de la guerre civile sur leurs terres et leurs possessions. Plusieurs barons vendent leur soutien au plus offrant. Ranulf de Gernon a souvent été décrit comme l'exemple typique de cette attitude. 
Quand Henri II d'Angleterre monte sur le trône en 1154, l'État est à reconstruire.

## Perception dans la littérature
La Chronique anglo-saxonne relate la souffrance du peuple durant le conflit :
« Du temps de ce roi il n'y eut rien d'autre que combats, malfaisances et vols, car les grands du royaume qui étaient des traitres s'opposèrent à lui. Quand ces traitres eurent compris qu'Étienne était un homme doux, gentil et bon qui ne punissait pas, alors ils perpétrèrent toutes sortes de crimes affreux. Ils lui avaient fait hommage et juré fidélité, mais pas un seul de ces serments ne fut tenu. Ils furent tous parjures et brisèrent leurs vœux. Tous les hommes puissants construisirent des châteaux et les tinrent contre le roi ; ils accablèrent le peuple mécontent avec des travaux forcés sur leurs châteaux ; et quand les châteaux furent construits, ils les garnisonnèrent avec des démons et des hommes malfaisants. Jour et nuit, ils s'emparaient de ceux qu'ils pensaient avoir quelque richesse, hommes ou femmes ; et afin de leur prendre leur or et argent, ils les emprisonnaient et les torturaient avec des supplices indicibles, car il n'y eut jamais de martyrs torturés comme cela. Ils les suspendirent par les pieds et leur faisaient respirer des fumées toxiques. Ils les pendaient par les pouces ou la tête, et leur attachaient des cottes de mailles aux pieds. Ils leur nouaient des cordes autour de la tête et les serraient jusqu'à ce qu'elles déforment leur crâne. Ils les jetaient dans des donjons remplis de vipères, de serpents et de crapauds et ainsi les tuaient. [...] Ils en laissèrent mourir des milliers de faim. [...] »

« Cela dura pendant les dix-neuf années du règne d'Étienne, et cela ne fit qu'empirer. Ils levaient souvent des taxes sur les habitants qu'ils appelaient l' « argent de la protection ». Quand les villageois n'avaient plus rien à donner, alors ils brûlaient les villages. Vous pouviez voyager toute une journée sans apercevoir le moindre signe de vie. Par conséquent, tous les aliments étaient chers. [...] Les gens mouraient de faim. »

« Ils ne respectaient rien, pas même les églises. [...] Les évêques les excommuniaient, mais cela ne les gênait pas, car ils étaient déjà tous maudits, parjures et damnés. »

« Jamais un pays n'endura un si grand malheur, et jamais barbares n'agirent plus atrocement que ce qu'ils firent. [...] Les hommes disaient ouvertement que le Christ et ses saints dormaient. »

## Dans la littérature
- Frère Cadfael, d'Ellis Peters dont les enquêtes se situent pendant cette guerre civile.
- Les Piliers de la terre (1990) - (Pillars of the Earth - 1989) de Ken Follett se déroule durant cette guerre civile.
- Magdalaine la Batarde, de Roberta Gellis,  quatre enquêtes policières (Collection "Grands détectives" Editions 10/18) mettent en scène Guillaume d'Ypres.

## Dans les jeux vidéo
Le jeu Age of Empires IV retrace des évènements de cette guerre civile.

## Séries télévisées
- La série House of Dragon de HBO, sortie en 2022, adaptation du roman "Feu et Sang" de George R.R. Martin, s'inspire largement de cet épisode de l'histoire anglaise.

## Sources
- Edmund King, « Stephen (c.1092–1154) », Oxford Dictionary of National Biography, Oxford University Press, Sept 2004; online edn, Oct 2006.